# Bötesfusk
Bötesfusk innebär att den som ådömts dagsböter uppger för låg inkomst, för att minska bötesbeloppets storlek.
Bötesfusk kriminaliserades 1998 i Finland och efter en reform i oktober 1999 beräknas dagsböterna direkt på beskattningsuppgifterna, i stället för den inkomst som den bötfällde själv uppger.
I Sverige är bötesfusk fortfarande vanligt 2011.